# Orašje
 Ovo je glavno značenje pojma Orašje. Za druga značenja pogledajte Orašje (razdvojba).
Orašje je grad i središte istoimene općine na krajnjem sjeveroistoku Bosne i Hercegovine, na rijeci Savi i granici sa Republikom Hrvatskom. Glavni grad je Županije Posavske.

## Zemljopis
Grad je naslonjen na desnu obalu rijeke Save i uglavnom je ravnog terena. Umjetni nasipi (koji se nastavljaju iz pravca Bosanskog Šamca) štite grad od poplava u proljeće kada Sava nabuja.
Most Županja – Orašje preko Save spaja BiH s Hrvatskom. Gradnja novog mosta okončana je 1998. godine. 
Prijašnji most na istom mjestu srušila je Hrvatska vojska 1991. tijekom rata. Na njegovom mjestu sve do 1995. godine (kada su pripadnici oružanih snaga SAD-a izgradili pontonski most), riječna skela je bila jedini način prelaska s desne na lijevu stranu Save, odnosno iz BiH u Hrvatsku i obrnuto.

## Povijest
Orašje i okolica oduvijek je bila naseljena Hrvatima-katolicima.[nedostaje izvor] Nakon srpskih ustanaka, rusko-turskih ratova, Osmanlije su bile u uzmaku u Srbiji. Na mirovnoj konferenciji 1862. u Kandidži kod Carigrada velike sile odredile su ponižavajuće mirovne uvjete za muslimane. Većina muslimana iz Srbije izabrala je iseljavanje. Raselili su se po Turskom Carstvu. U proces se uključila turska vlast da bi planski upravlja iseljavanjem. Zbog političkih i strateških razloga mnoge je naselila u Bosnu, tada najistureniju tursku provinciju na zapad u Europi. Dosta ih je naselila u sjevernom pograničnom području da bi ojačala brojnost muslimana i tako osnažila pozicija za nadolazeća teritorijalna prekrajanja. Radi ublažavanja posljedica preseljavanja, sultan je naseljenike oslobodio od obveza prema državi i od slanja u vojsku, a mjera je trajala sljedećih 14 godina. U procesu je zahvaćeno i Orašje.
Do tog iseljavanja muslimana iz Srbije, na mjestu današnjeg Orašja bilo je manje naselje-selište imena Orašje. Budući da je Osmansko Carstvo uspostavilo obrambeni pogranični sustav sličan Vojno – krajiškom graničarskom sustavu s druge strane, vjerojatno je u blizini bila i kakva turska karaula za obranu granice. Orašje i okolica oduvijek je bila Hrvatima-katolicima. Bilo je vrlo malo muslimana. Grupiranjem muslimana u pograničnom području Osmansko Carstvo namjeravalo je ojačati granice. Tako su se muslimanski izbjeglice iselili u Bosansku Posavinu u Gornju Aziziju (Bosanski Šamac) i Donju Aziziju (Orašje). Grupiranje nije spriječilo austro-ugarsko zauzimanje 1878., ali u Bosanskoj Posavini najjača muslimanska mjesta otpora zauzimanju bila su Brčko i Ugljara (Orašje).
Muslimani su došli iste 1862. godine i u istoj godini Orašje / Donja Azizija kao varoš, planski je urbanizirana je i naseljena. Projektanti naselja bili su francuski inženjeri. Naselje su projektirali u obliku šahovske ploče. Već 1863. sagrađena je oraška džamija imena Azizija. Naselja odakle su došli srpski muslimani su Užice, Sokol, Šabac i Beograd. Muslimani iz Beograda i Užica bavili su se obrtom i trgovinom, iz Sokola zemljoradnjom i stočarstvom, iz Šapca obrtom, ribarstvom i skeledžijskim poslovima. Tradicija zanimanja kod muslimana zadržala se do danas te i danas većina muslimana potomaka doseljenih u Orašje ne bavi se obradom zemlje.

## Jezik
Dijelovi općine Orašje (Tolisa, Ugljara, Kostrč, Matići, Donja Mahala, Vidovice) posebni su po svom slavonskom dijalektu i posavskom poddijalektu (štokavska ikavica) te se ona razlikuje od ostatka Bosanske Posavine i BIH.

## Klima
Hladne zime s puno snijega i topla ljeta karakteriziraju područje grada i cijele općine.

## Stanovništvo
Prema posljednjem službenom popisu stanovništva iz 1991. godine, općina Orašje imala je 28.367 stanovnika, raspoređenih u 16 naselja.
| Stanovništvo općine Orašje |                  |                                 |                  |                  |                  |
| godina popisa              | 2013.            | 1991. u promijenjenim granicama | 1991.            | 1981.            | 1971.            |
| Hrvati                     | 17.345 (87,33 %) | 19.818 (82,06 %)                | 21.308 (75,11 %) | 20.705 (74,46 %) | 19.354 (75,19 %) |
| Srbi                       | 157 (0,79 %)     | 1599 (6,62 %)                   | 4235 (14,92 %)   | 4151 (14,92 %)   | 4266 (16,57 %)   |
| Bošnjaci / Muslimani       | 2015 (10,15 %)   | 1879 (7,78 %)                   | 1893 (6,67 %)    | 1548 (5,56 %)    | 1867 (7,25 %)    |
| Jugoslaveni                |                  |                                 | 626 (2,20 %)     | 1056 (3,79 %)    | 131 (0,50 %)     |
| ostali i nepoznato         | 344 (1,73 %)     | 855 (3,54 %)                    | 305 (1,07 %)     | 346 (1,24 %)     | 122 (0,47 %)     |
| ukupno                     | 19.861           | 24.151                          | 28.367           | 27.806           | 25.740           |

#### Orašje (naseljeno mjesto), nacionalni sastav
| Orašje               |                |                |                |                |
| godina popisa        | 2013.          | 1991.          | 1981.          | 1971.          |
| Bošnjaci / Muslimani | 1974 (54,62 %) | 1843 (47,17 %) | 1503 (43,94 %) | 1840 (66,02 %) |
| Srbi                 | 42 (1,162 %)   | 875 (22,39 %)  | 662 (19,35 %)  | 442 (15,85 %)  |
| Hrvati               | 1350 (37,35 %) | 591 (15,12 %)  | 426 (12,45 %)  | 333 (11,94 %)  |
| Jugoslaveni          | 0              | 470 (12,02 %)  | 761 (22,25 %)  | 92 (3,30 %)    |
| ostali i nepoznato   | 248 (6,862 %)  | 128 (3,27 %)   | 68 (1,98 %)    | 80 (2,87 %)    |
| ukupno               | 3614           | 3907           | 3420           | 2787           |

## Naseljena mjesta
Naseljena mjesta iz popisa stanovništva 1991.:
Bok, Bukova Greda, Čović Polje, Donja Mahala, Donji Žabar, Jenjić, Kopanice, Kostrč, Lepnica, Lončari, Matići, Orašje, Oštra Luka, Tolisa, Ugljara i Vidovice.
Poslije potpisivanja Daytonskog sporazuma, veći dio općine Orašje ušao je u sastav Federacije Bosne i Hercegovine. 
U sastav Republike Srpske ušla su naseljena mjesta: Čović Polje, Donji Žabar i Lončari, te dijelovi naseljenih mjesta: Lepnica, Jenjić i Oštra Luka. Od ovog područja formirana je općina Donji Žabar.

## Gospodarstvo
Općina Orašje je jedna od BiH općina koje su tijekom 2004. godine prihvatila sugestije Agencije za međunarodni razvoj Sjedinjenih Država (USAID) i otpočela implementiranje Projekta novog pristupa za pružanje usluga društvu, te na principu sufinanciranja s USAID-m i njenim podizvođačima, u prvom redu PADCO-m, između ostalih i projekt šalter sale "Sve na jednom mjestu".

## Spomenici i znamenitosti
- Katolička crkva blaženog Alojzija Stepinca.
- oraška džamija Azizija. Poznata kao jedna od rijetkih koja sadrži bocu s dlakom poslanika Muhammeda.
- spomenik poginulim partizanima iz 2. svjetskog rata i novoizgrađeni spomenik poginulim braniteljima iz rata 1992. – 1995. godine.

## Obrazovanje
- Osnovna škola "Orašje"
- Srednjoškolski centar "fra Martin Nedić"
- Srednja strukovna škola Orašje
- Vrtić "Pčelica"

## Kultura
- Dani općine Orašje. Održavaju se krajem listopada svake godine.
- Međunarodna motorijada (prva na području SFRJ-a) u organizaciji Moto kluba Posavac iz Orašja. U to vrijeme grad posjeti veliki broj turista iz svih okolnih zemalja, kao i iz Austrije, Njemačke, Italije, Švicarske.
- Dani hrvatskog filma kulturna je manifestacija koja traje 10 dana.
- U Orašju djeluje jedini zagonetački klub u BiH, ZK Radoščica, utemeljen 21. svibnja 2001.[3]

## Šport
- HNK Orašje
- NK Hajduk Orašje
- Kajak-kanu klub Sidro[4][5]
- Karate klub Bosanac[5]
- Taekwando klub Orašje[5]
- Šahovski klub Orašje[6]
- Auto-moto klub Posavac, Orašje[5][7]
- KBV Muay thai Škorpion[5]
- Kuglački klub Posavina[5]
- Tavla klub Bosna[5][8]
- Teniski klub Orašje[5]
- Ženski odbojkaški klub Orašje

## Zdravstvo
U gradu djeluju Županijska bolnica "Orašje", kao i istoimeni Dom zdravlja, s ukupno oko 150 zaposlenih.
Donacijom Republike Hrvatske 2004. godine, započeta je gradnja nove bolnice.

## Mediji
- Radio postaja Orašje
- TV Studio Orašje

## Značajne osobe
- Anto Baotić, pisac
- Miroslav Baotić, pjesnik
- Branko Damjanović, odbojkaš[9][10]
- Ivo Gregurević, glumac
- Pavo Kobaš, pisac, metodičar i političar
- Mato Neretljak, nogometaš
- Marko Topić, nogometaš
- Aleksandar Živković, nogometaš
- Ilija Živković – Čokić, svećenik, psiholog
- Joso Živković, pjesnik i slikar
- Pavo Živković, povjesničar i romanopisac
- Mato Nedić, književnik

## Vanjske poveznice
- Službena stranica općine Orašje
- Radio postaja Orašje